# Thérèse et Isabelle
Thérèse et Isabelle es una novela de Violette Leduc escrita en 1954, publicada con una censura previa en 1966 y en versión completa en el año 2000.

## Sinopsis
En un internado, dos adolescentes descubren la pasión física. Thérèse, la narradora, descubre el placer a través de Isabelle, a lo largo de tres noches. La descripción descarnada de la sexualidad lésbica, a la vez poética y cruda, constituye toda la novela.

## Historia de la novela
Thérèse et Isabelle iba a ser la primera parte de la novela Ravages. El editor, reticente por estar temeroso de un escándalo, le aconsejó que retirara toda esta parte, y Ravages se publicó sin ella en 1955. Ese mismo año, Jacques Guérin publicó una edición limitada (28 ejemplares) de esta parte censurada.
Ante esta situación, Violette Leduc integró pasajes de Thérèse e Isabelle en su novela La Bâtarde, publicada en 1964. Éditions Gallimard aceptó publicar en una versión abreviada Thérèse et Isabelle en 1966. En el año 2000 se publicó la edición completa, elaborada por Carlo Jansiti a partir de la versión de 1954.

## Adaptación cinematográfica
En 1968 se estrenó Thérèse et Isabelle, película franco- estadounidense - holandesa dirigida por Radley Metzger, adaptación de la novela homónima de Violette Leduc, con Essy Persson como Thérèse y Anna Gaël como Isabelle.